# أندرو ويلكنسون
أندرو ويلكنسون (بالإنجليزية: Andrew Wilkinson) (و. 1957  م) هو محامي، وسياسي كندي، ولد في أستراليا.

## مناصب
تولى منصب عضو الجمعية التشريعية لكولومبيا البريطانية ‏
.

## التعليم
تعلم في كلية المجدلية، وتعلم في جامعة ألبرتا، وتعلم في جامعة دالهاوسي
.

## جوائز
حصل على جوائز منها:
- منحة رودس